# Sigge Fürst
Sigge Fürst (3 de novembro de 1905 – 11 de junho de 1984), foi um ator sueco que atuou em mais de 130 filmes.
Nasceu em Estocolmo, Suécia e lá morreu de câncer de pulmão no ano de 1984.

## Filmografia
- 1981 - Sopor
- 1979 - Trolltider (Julkalender)
- 1973 - Någonstans i Sverige (TV-série)
- 1969 - En passion
- 1968 - Skammen
- 1968 - Bombi Bitt och jag (TV-série)
- 1967 - Lorden från gränden
- 1965 - För vänskaps skull
- 1962 - Raggargänget
- 1961 – Pärlemor
- 1961 - Änglar, finns dom?
- 1960 - På en bänk i en park
- 1959 - Bara en kypare
- 1959 – Fly mej en greve
- 1959 - Fröken Chic
- 1959 - Lejon på stan
- 1958 - Jazzgossen
- 1958 - Flottans överman
- 1957 - Lille Fridolf blir morfar
- 1957 – Mästerdetektiven Blomkvist lever farligt
- 1956 - Ratataa
- 1956 - Lille Fridolf och jag
- 1956 - Sjunde himlen
- 1956 – Flickan i frack
- 1955 - Ute blåser sommarvind
- 1955 - Älskling på vågen
- 1954 - En lektion i kärlek
- 1954 - Flicka med melodi
- 1954 - Aldrig med min kofot eller Drömtjuven
- 1953 - Mästerdetektiven och Rasmus
- 1953 - Sommaren med Monika
- 1953 - I dur och skur
- 1953 - Resan till dej
- 1953 - Kungen av Dalarna
- 1951 - Livat på luckan
- 1951 – Sköna Helena
- 1950 – När Bengt och Anders bytte hustrur
- 1950 - Stjärnsmäll i Frukostklubben
- 1949 - Pappa Bom
- 1949 – Pippi Långstrump
- 1949 – Kärleken segrar
- 1949 - Greven från gränden
- 1949 – Hin och smålänningen
- 1949 - Flickan från tredje raden
- 1949 - Hur tokigt som helst
- 1948 – Marknadsafton
- 1947 - Tappa inte sugen
- 1947 - Här kommer vi
- 1947 – Tösen från Stormyrtorpet
- 1947 – Krigsmans erinran
- 1947 – Kronblom
- 1946 - Pengar - en tragikomisk saga
- 1946 - Hotell Kåkbrinken
- 1946 - Djurgårdskvällar
- 1946 - Ballongen
- 1946 - Hundra dragspel och en flicka
- 1946 - Kärlek och störtlopp
- 1945 - Vandring med månen
- 1945 - Skådetennis
- 1944 - Mitt folk är icke ditt
- 1944 - Excellensen
- 1944 - En dotter född
- 1943 - Professor Poppes prilliga prillerier
- 1943 - Aktören
- 1943 - Det spökar, det spökar ...
- 1943 – Katrina
- 1943 - Natt i hamn
- 1941 - En kvinna ombord
- 1941 - Lärarinna på vift
- 1941 - Göranssons pojke
- 1940 - Beredskapspojkar
- 1940 - Hjältar i gult och blått
- 1940 - Kronans käcka gossar
- 1940 - Kyss henne!
- 1940 - Karusellen går
- 1939 – Hennes lilla Majestät
- 1939 - Herr Husassistenten
- 1938 – Karriär
- 1938 - Kamrater i vapenrocken
- 1937 - Adolf Armstarke
- 1937 - Häxnatten
- 1937 - En sjöman går iland
- 1937 - Pappas pojke
- 1936 - 65, 66 och jag
- 1934 - Falska Greta
- 1934 - Karl Fredrik regerar
- 1933 - Tystnadens hus
- 1933 - Giftasvuxna döttrar
- 1932 - Hans livs match
- 1932 – Landskamp
- 1931 - Falska miljonären
- 1931 – Trötte Teodor
- 1931 - Skepparkärlek
- 1928 - Hans Kungl. Höghet shinglar